# Listă de conducători de stat din 1068
1064 - 1065 - 1066 - 1067 - 1068 - 1069 - 1070 - 1071 - 1072
Aceasta este o listă a conducătorilor de stat din anul 1068:

## Europa
- Amalfi: Ioan al II-lea (duce, 1029-1034, 1038-1039, 1052-1069)
- Anglia: William I Cuceritorul (rege din dinastia Normandă, 1066-1087; anterior, duce de Normandia, 1035-1087)
- Anjou: Geoffroi al III-lea cel Bărbos (conte, 1060-1068) și Foulques al IV-lea (conte, 1067-1129)
- Apulia și Calabria: Robert Guiscard (conte din dinastia normandă de Hauteville, 1057-1059; apoi, duce, 1059-1085; ulterior, principe de Benevento, 1078-1081)
- Aquitania: Guillaume al VIII-lea (sau Gui-Geoffroi) (duce, 1058-1086)
- Aragon: Sancho I (rege, 1063-1094; ulterior, rege al Navarrei, 1076-1094)
- Armenia, statul Lori: Kvirike I (rege din dinastia Bagratizilor, 1048/1049-1089/1091)
- Armenia, statul Siunik: Grigore al V-lea (rege din dinastia Bagratizilor, ?-cca. 1091) (?)
- Austria: Ernst (margraf din dinastia Babenberg, 1055-1075)
- Bavaria: Otto al II-lea de Northeim (duce din dinastia Supplinburg, 1061-1070)
- Benevento: Landulf al VI-lea (co-principe, 1038-1050, 1054-1077) și Pandulf al IV-lea (principe, 1056-1074)
- Bizanț: Roman al IV-lea Digenis (împărat, 1067-1071)
- Brabant: Henric al II-lea (conte, cca. 1063-1079)
- Brandenburg: Udo al II-lea (margraf, 1057-1082)
- Bretagne: Havoise (ducesă, 1066-1084) și Hoel al II-lea (duce, 1066-1084)
- Burgundia: Robert I cel Bătrân (duce din dinastia Capețiană, 1032-1076)
- Capua: Richard I (principe din dinastia normanda Drengot, 1058-1078; anterior, conte de Aversa, 1049-1078)
- Castilia: Sancho al II-lea cel Puternic (rege, 1065-1072; ulterior, rege al Leonului, 1070-1072)
- Cehia: Vratislav al II-lea (cneaz din dinastia Premysl, 1061-1092; rege, din 1085)
- Champagne: Thibaud I (conte din casa de Blois-Champagne, 1063-1089)
- Croația: Petru Kresimir al IV-lea (rege din dinastia Trpimirovic, 1058-1074)
- Danemarca: Svend al II-lea Estridsson (rege din dinastia Estridsson, 1047-1074 sau 1076)
- Flandra: Balduin al VI-lea (conte din dinastia lui Balduin, 1067-1070; anterior, conte de Hainaut, 1051-1070)
- Franța: Filip I (rege din dinastia Capețiană, 1060-1108)
- Gaeta: Geoffroi (duce, 1068-1086)
- Galicia: Garcia al II-lea (rege, 1065-1071)
- Germania: Henric al IV-lea (rege din dinastia de Franconia-Saliană, 1056-1105; anterior, duce de Bavaria, 1055-1061; ulterior, împărat occidental, 1084-1105)
- Gruzia: Bagrat al IV-lea (rege din dinastia Bagratizilor, 1027-1072)
- Gruzia, statul Kakhetia: Agsartan I (rege din dinastia Bagratizilor, 1058-1084)
- Hainaut: Richilde (contesă, înainte de 1051-1070, 1071-cca. 1076) și Balduin I (1051-1070; ulterior, conte de Flandra, 1067-1070)
- Istria: Ulric I (margraf, 1060-1070; totodată, conte de Weimar; ulterior, margraf de Carniola, 1045-1070)
- Italia: Mihail Maurex (catepan bizantin, 1066-1069)
- Kiev: Iziaslav I Iaroslavici (mare cneaz din dinastia Rurikizilor, 1054-1068, 1069-1073, 1077-1078) și Vseslav Briaceslavici (mare cneaz din dinastia Rurikizilor, 1068-1069)
- Leon: Alfonso al VI-lea (1065-1070, 1072-1109; ulterior, rege al Castiliei, 1072-1109)
- Lorena Inferioară: Godefroi al II-lea cel Bărbos (duce din casa de Lorena-Ardennes, 1065-1069; anterior, duce în Lorena Superioară, 1044, 1046-1047)
- Lorena Superioară: Gerard (duce din casa Lorena-Alsacia, 1048-1070)
- Luxemburg: Conrad I (conte, înainte de 1059-1083)
- Montferrat: Oddone al II-lea (margraf din casa lui Aleramo, cca. 1045-1084)
- Muntenegru, statul Zeta: Mihail Vojislav (principe, cca. 1050-1081)
- Navarra: Sancho Garces al IV-lea de Penalen (rege, 1054-1076)
- Neapole: Sergius al V-lea (sau al VI-lea) (duce, cca. 1053-cca. 1090)
- Normandia: Guillaume al II-lea Bastardul sau Cuceritorul (duce, 1035-1087; ulterior, rege al Angliei, 1066-1087)
- Norvegia: Magnus al II-lea Haraldsson (rege, 1066-1069) și Olav al III-lea Haraldsson cel Pașnic (rege, 1066-1093)
- Olanda: Dirk al V-lea (conte, 1061-1091)
- Polonia: Boleslaw al II-lea cel Mărinimos (cneaz din dinastia Piasti, 1058-1079; rege, din 1076)
- Salerno: Gisulf al II-lea (principe, 1052-1077; ulterior, duce de Amalfi, 1088-1089)
- Savoia: Petru I (conte, cca. 1057-1078)
- Saxonia: Ordulf (duca din dinastia Billungilor, 1059-1072)
- Scoția: Malcolm al III-lea Canmore (rege, 1058-1093)
- Serbia: Petrislav (jupan din dinastia lui Tihomilj, cca. 1060-cca. 1070)
- Sicilia: Roger I (conte din dinastia de Hauteville, 1062-1101)
- Spoleto: Matilda (ducesă, 1057-1082, 1086-1093; totodată, margrafină de Toscana, 1052-1115) și Godefroy cel Bărbos (duce, 1053-1055, 1057-1069; totodată, regent de Toscana, 1053-1069; ulterior, duce de Lotharingia Inferioară, 1065-1069; anterior, conte de Verdun; anterior, margraf de Anvers)
- Statul papal: Alexandru al II-lea (papă, 1061-1073)
- Torino: Adelaida de Susa (margrafă din familia Arduinicilor, 1034-1091)
- Toscana: Matilda (margrafină din casa de Canossa, 1052-1115; ulterior, ducesă de Spoleto, 1057-1082, 1086-1093) și Godefroy cel Bărbos (regent, 1053-1069; totodată, duce de Spoleto, 1053-1055, 1057-1069; ulterior, duce de Lotharingia Inferioară, 1065-1069; anterior, conte de Verdun; anterior, margraf de Anvers)
- Toulouse: Guillaume al IV-lea (conte, 1060/1061-1088/1093)
- Ungaria: Salamon (rege din dinastia Arpadiană, 1063-1074)
- Veneția: Domenico Contarini (doge, 1043-1070)
- Verona: Berthold (margraf din casa de Zähringen, 1061-1077; totodată, duce de Carintia, 1061-1077) și Herman I (margraf titular din casa de Baden, 1061-1073)

## Africa
- Almoravizii: Abu Bakr ibn Umar (conducător din dinastia Almoravizilor, 1056/1057-1087/1088) și Iusuf ibn Tașfin (emir din dinastia Almoravizilor, 1061-1106)
- Fatimizii: al-Mustansir bi-llah (Abu Tamim Maadd ibn az-Zahir) (calif din dinastia Fatimizilor, 1036-1094)
- Hammadizii: an-Nasr ibn Alannas ibn Hammad (emir din dinastia Hammadizilor, 1062-1089)
- Kanem-Bornu: Arkei (sultan, cca. 1035-cca. 1077)
- Zirizii: Abu Tahir Tamim ibn Muizz (emir din dinastia Zirizilor, 1062-1108)

## Asia

### Orientul Apropiat
- Bizanț: Roman al IV-lea Digenis (împărat, 1067-1071)
- Califatul abbasid: Abu Djafar Abdallah al-Kaim ibn al-Kadir (calif din dinastia Abbasizilor, 1031-1075)
- Fatimizii: al-Mustansir bi-llah (Abu Tamim Maadd ibn az-Zahir) (calif din dinastia Fatimizilor, 1036-1094)
- Ghaznavizii: Zahir ad-Daula Ibrahim ibn Masud (I) (sultan din dinastia Ghaznavizilor, 1059-1099)
- Ghurizii: Abbas ibn Șis (sultan din dinastia Ghurizilor, ?-?) (?)
- Selgiucizii: Adud ad-Daula Șudja Muhammad Alp Arslan ibn Daud (mare sultan din dinastia Selgiucizilor, 1063-1072)
- Selgiucizii din Kerman: Imad ad-Din Kara-Arslan Kavurd ibn Daud (sultan din dinastia Selgiucizilor, 1041-1073)

### Orientul Îndepărtat
- Birmania, statul Arakan: Minlade (rege din prima dinastie de Pyinsa, 1066-1072)
- Birmania, statul Pagan: Anawrahta (rege din dinastia Constructorilor de temple, 1044-1077)
- Cambodgea, Imperiul Kambujadesa (Angkor): Harșavarman al III-lea (împărat, 1066-1085)
- Cambodgea, statul Tjampa: Rudravarman al III-lea (rege din cea de a opta dinastie, 1061-1074?)
- China: Shenzong (împărat din dinastia Song de nord, 1068-1085)
- China, Imperiul Qidan Liao: Daozong (împărat, 1055-1101)
- China, Imperiul Xia de vest: Huizong (împărat, 1068-1086)
- Coreea, statul Koryo: Munjong (Wang Hwi) (rege din dinastia Wang, 1047-1083)
- Ghaznavizii: Zahir ad-Daula Ibrahim ibn Masud (I) (sultan din dinastia Ghaznavizilor, 1059-1099)
- Ghurizii: Abbas ibn Șis (sultan din dinastia Ghurizilor, ?-?) (?)
- India, statul Chalukya apuseană: Someșvara I (rege, 1042-1068) și Someșvara al II-lea (rege, 1068-1076)
- India, statul Chalukya răsăriteană: Vijayaditya al VII-lea (rege, 1061-1076)
- India, statul Chola: Virarajendra (rege, 1063-1069)
- India, statul Hoysala: Vinayaditya al II-lea (rege, 1047-1098) și Ereyanga (rege, 1063/1098-1100)
- Japonia: Go-Reizei (împărat, 1045-1068) și Go-Sanjo (împărat, 1068-1072)
- Kashmir: Kalaca (rege din prima dinastie Lohara, 1064-1090)
- Nepal: Șankadeva (rege din dinastia Thakuri, cca. 1065-1082)
- Sri Lanka: Vijayabahu I (Kitti) (Șrisanghabodhi) (rege din dinastia Silakala, 1058/1059-1114)
- Vietnam, statul Dai Co Viet: Ly Thanh-tong (rege din dinastia Ly târzie, 1054-1072)

## America
- Toltecii: Huemac (conducător, 1047-1122)